# Currying
Currying (vor allem in der Linguistik auch Schönfinkeln) ist die Umwandlung einer Funktion mit mehreren Argumenten in eine Sequenz von Funktionen mit jeweils einem Argument. Obwohl das Verfahren 1924 von Moses Schönfinkel erfunden und von Gottlob Frege um 1900 vorausgedacht wurde, wird es oft nach Haskell Brooks Curry benannt, der das Verfahren 1958 umfangreich theoretisch ausgearbeitet hat.

## Verfahren
Es sei eine Funktion gegeben, die n Argumente erfordert. Wird diese auf ein Argument angewendet, so konsumiert sie nur genau dieses und liefert als Funktionswert eine weitere Funktion, die noch {\displaystyle n-1} Argumente verlangt. Die zurückgegebene Funktion wird anschließend auf alle weiteren Argumente angewendet.
In Typen ausgedrückt, handelt es sich um die Umrechnung einer Funktion {\displaystyle f\colon A_{1}\times \ldots \times A_{n}\to B} zu einer modifizierten Funktion {\displaystyle f_{\mathrm {curried} }\colon A_{1}\to (A_{2}\to (\ldots (A_{n}\to B)\ldots ))}.
Eine alternative Schreibweise ist {\displaystyle \operatorname {curry} (f)=f_{\mathrm {curried} }}, wobei {\displaystyle \operatorname {curry} } als ein Operator verstanden wird, der {\displaystyle n}-stellige Abbildungen (für {\displaystyle n>1}) modifiziert zu einer einstelligen Abbildung, deren Bildwerte einstellige Abbildungen sind usw., wobei der Reihe nach alle Argumente der ursprünglichen Abbildung durchlaufen werden; formal:
{\displaystyle \operatorname {curry} \colon (A_{1}\times \ldots \times A_{n}\to B)\,\to \,(A_{1}\to (A_{2}\to (\ldots (A_{n}\to B)\ldots )))}.
Das Konzept des Currying ist verwandt mit, aber (für {\displaystyle n>2}) verschieden von dem der partiellen Anwendung wie etwa:
{\displaystyle f(a_{1},a_{2},\ldots a_{n-1},\cdot )\colon A_{n}\to B,a_{n}\mapsto f(a_{1},a_{2},\ldots a_{n})},
{\displaystyle f(a_{1},\underbrace {\cdot ,\ldots ,\cdot } _{(n-1){\text{-mal}}}))\colon A_{2}\times \ldots \times A_{n}\to B,(a_{2},\dots ,a_{n})\mapsto f(a_{1},a_{2},\ldots a_{n})}.
Im einstelligen Fall ({\displaystyle n=1}) hat Currying keine Auswirkung:
{\displaystyle f_{\mathrm {curried} }=f},
im zweistelligen Fall ({\displaystyle n=2}) besteht der Zusammenhang
{\displaystyle f_{\mathrm {curried} }\colon A_{1}\to (A_{2}\to B),a_{1}\mapsto f(a_{1},\cdot )}, d. h. für alle {\displaystyle a_{1}\in A_{1}}:
{\displaystyle f_{\mathrm {curried} }(a_{1})=f(a_{1},\cdot )},
im dreistelligen Fall ({\displaystyle n=3}) gilt für {\displaystyle a_{1}\in A_{1}}:
{\displaystyle f_{\mathrm {curried} }(a_{1})\colon A_{2}\to (A_{3}\to B),a_{2}\mapsto f(a_{1},a_{2},\cdot )}, und mit zusätzlich {\displaystyle a_{2}\in A_{2}}:
{\displaystyle f_{\mathrm {curried} }(a_{1})(a_{2})\colon A_{3}\to B,a_{3}\mapsto f(a_{1},a_{2},\cdot )}, d. h. {\displaystyle f_{\mathrm {curried} }(a_{1})(a_{2})=f(a_{1},a_{2},\cdot )},
allgemein:
{\displaystyle f_{\mathrm {curried} }(a_{1})(a_{2})\dots (a_{n})=f(a_{1},a_{2},\dots ,a_{n})},
{\displaystyle f_{\mathrm {curried} }(a_{1})(a_{2})\dots (a_{n-1})=f(a_{1},a_{2},\dots ,a_{n-1},\cdot )}.
Es kommt häufig vor, dass eine mehrstellige Abbildung nicht für alle Wertekombinationen aus den Trägermengen {\displaystyle A_{1},\dots ,A_{n}} definiert ist, also nur auf einer Teilmenge des kartesischen Produkts {\displaystyle R=D_{f}\subseteq A_{1}\times \cdots \times A_{n}}, d. h. auf (dem Graphen einer) Relation. Man kann diese Situation behandeln, indem man entweder grundsätzlich partielle Abbildungen zulässt und die obigen Definitionen formal übernimmt, oder man dagegen am Konzept totaler Abbildungen festhält; in letzterem Falle werden die Definitionsbereiche der beteiligten Abbildungen von der Wahl bereits festgelegter Parameter abhängig, wie das Beispiel zweistelliger Abbildungen zeigt:
{\displaystyle f_{\mathrm {curried} }(a_{1})=f(a_{1},\cdot )};
der Definitionsbereich dieser Abbildung ist von {\displaystyle a_{1}} abhängig:
{\displaystyle \{a_{2}\in A_{2}|\exists a_{1}\in A_{1}\colon (a_{1},a_{2})\in D_{f}\}=R^{\leftarrow }(\{a\})},
also die Urbildfaser von {\displaystyle a_{1}} bezüglich des als Relation aufgefassten Definitionsbereichs {\displaystyle R=D_{f}}.
Da für n=1 gilt {\displaystyle f_{\mathrm {curried} }=f}, kann für {\displaystyle f_{\mathrm {curried} }} dasselbe Symbol verwendet werden wie für {\displaystyle f}. Man nennt dies Überladung (siehe auch Signatur (Modelltheorie) §Anmerkungen).

## Beispiele

### Lambda-Notation
Ein Beispiel in Lambda-Notation soll das Verfahren verdeutlichen, wobei die Funktion konkret folgendermaßen definiert sei:
{\displaystyle \lambda x\ y\ z\ .\ x\ y\ z}
Die Funktion verlangt also 3 Argumente und gibt diese zurück. Die Definition ist äquivalent zu:
{\displaystyle \lambda x.\lambda y.\lambda z\ .\ x\ y\ z}
Bei der Anwendung der Funktion auf die Argumente a, b und c geschieht Folgendes:
{\displaystyle \left(\lambda x.\lambda y.\lambda z\ .\ x\ y\ z\right)\ a\ b\ c\ {\mathsf {-\ Die\ Anwendung}}}
{\displaystyle \left(\lambda y.\lambda z\ .\ a\ y\ z\right)\ b\ c}
{\displaystyle \left(\lambda z\ .\ a\ b\ z\right)\ c}
{\displaystyle a\ b\ c\ {\mathsf {-\ Resultat}}}
Nach erstmaliger Anwendung der Funktion auf a, b und c wird x im Funktionskörper durch das erste Argument a ersetzt. Das Resultat ist eine Funktion, die noch die Argumente y und z verlangt. Diese wird sofort auf b und c angewendet.

### Überladung
Angenommen, wir haben eine zweistellige Multiplikationsfunktion {\displaystyle \operatorname {mult} }, die zwei natürliche Zahlen multipliziert, d. h. einem Paar natürlicher Zahlen ihr Produkt zuordnet:
{\displaystyle \operatorname {mult} \colon \,{\begin{cases}\mathbb {N} \times \mathbb {N} \to \mathbb {N} \\(m,n)\mapsto m*n\end{cases}}} mit {\displaystyle \operatorname {mult} (m,n)=m*n} 
Per Definition wird diese Funktion auf zwei natürliche Zahlen angewendet und eine natürliche Zahl wird zurückgegeben, beispielsweise {\displaystyle \operatorname {mult} (2,3)=6}.
Wird nun zunächst das erste Argument besetzt (etwa mit {\displaystyle 2}), das zweite noch freigelassen, entsteht eine einstellige ‚höhere Funktion‘, die selbst ein (weiteres) Argument aufnimmt und das Produkt mit diesem festen Parameter (der Nummer {\displaystyle 2}) zurückgibt:
{\displaystyle \operatorname {mult} (2,\cdot )\colon \,} {\displaystyle {\begin{cases}\mathbb {N} \to \mathbb {N} \\n\mapsto 2*n\end{cases}}},
und für ein beliebiges festes erstes Argument {\displaystyle m\in \mathbb {N} }:
{\displaystyle \operatorname {mult} (m,\cdot )\colon \,} {\displaystyle {\begin{cases}\mathbb {N} \to \mathbb {N} \\n\mapsto m*n\end{cases}}\,} .
Currying bedeutet nun bei einer n-stelligen Funktion, diesen Vorgang so lange durchzuführen, bis nur eine noch einstellige höhere Funktion übrigbleibt. Für n = 2 ist daher:
{\displaystyle \operatorname {mult} _{\mathrm {curried} }\colon \,{\begin{cases}\mathbb {N} \to (\mathbb {N} \to \mathbb {N} )\\m\mapsto \operatorname {mult} (m,\cdot )\end{cases}}\,} 
Da die Bezeichnung {\displaystyle \operatorname {mult} } als einstellige Funktion noch unbesetzt ist, kann diese überladen werden, d. h., im einstelligen Fall wird {\displaystyle \operatorname {mult} } als {\displaystyle \operatorname {mult} _{\mathrm {curried} }} verstanden:
{\displaystyle \operatorname {mult} (m)(n)=\operatorname {mult} _{\mathrm {curried} }(m)(n)=\operatorname {mult} (m,n)=m*n}.

### Geometrisches Beispiel

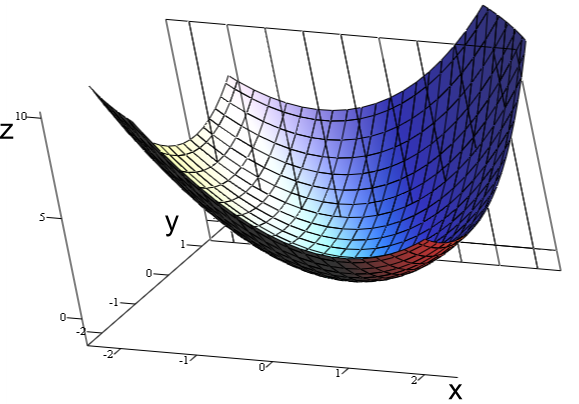
f(x, y) = x^2 + x y + y^2

Man kann sich die Situation für eine Funktion mit zwei Argumenten
{\displaystyle z=f(x,y)}
wie folgt vorstellen: das Fixieren einer Argumentvariable entspricht einer Einschränkung der zweidimensionalen Definitionsmenge
auf eine eindimensionale Teilmenge, z. B. {\displaystyle y=1}, die resultierende Funktion entspricht der Schnittkurve des Graphen
von {\displaystyle f(x,y)} mit der Ebene aller Punkte {\displaystyle (x,1,z)}.
Alle Punkte {\displaystyle (x,y,z)} des Graphen können somit auch durch eine zweistufige Auswahl erreicht werden:
zunächst durch die Festlegung der Schnittebene {\displaystyle y=1} und dann durch die Auswertung der
Schnittkurve {\displaystyle s(x)=f(x,y)|_{y=1}} an der Stelle {\displaystyle x}.

## Anwendung
Currying wird überwiegend in Programmiersprachen und Kalkülen verwendet, in denen Funktionen nur ein einzelnes Argument erhalten dürfen. Dazu gehören beispielsweise ML, Unlambda und der Lambda-Kalkül sowie das nach Curry benannte Haskell.
Viele dieser Sprachen bieten dem Programmierer allerdings syntaktische Möglichkeiten, dies zu verschleiern. Ein Beispiel hierfür ist die Äquivalenz der Funktionsdefinition im oben gezeigten Beispiel.

### JavaScript
Das nachfolgende Beispiel zeigt Currying in JavaScript. Zunächst wird eine Funktion uncurried_add definiert, die als Ergebnis die Summe der beiden Argumente hat. Andererseits wird eine Funktion curried_add definiert, die eine als Closure definierte Funktion zurückgibt, welche partiell angewendet werden kann.
```
function
 
uncurried_add
(
x
,
 
y
)
 
{

    
return
 
x
 
+
 
y
;

}

function
 
curried_add
(
x
)
 
{

    
return
 
function
(
y
)
 
{

        
return
 
x
 
+
 
y
;

    
};

}

console
.
log
(
uncurried_add
(
3
,
 
5
));
 
// 8

console
.
log
(
curried_add
(
3
)(
5
));
 
// 8

const
 
add_three
 
=
 
curried_add
(
3
);

console
.
log
(
add_three
(
5
));
 
// 8

console
.
log
(
add_three
(
12
));
 
// 15

```

Durch Currying wird die Funktion partiell angewendet, wobei die Funktionsargumente nacheinander übergeben werden und zwischenzeitlich in einer neuen Funktion gehalten werden, die beliebig weiterverwendet werden kann.
Die Funktionen können in JavaScript mit der Lambda-Notation auch kürzer definiert werden:
```
const
 
uncurried_add
 
=
 
(
x
,
 
y
)
 
=>
 
x
 
+
 
y
;

const
 
curried_add
 
=
 
x
 
=>
 
y
 
=>
 
x
 
+
 
y
;

```

Geläufig ist in JavaScript auch das Currying durch apply, eine Methode des Prototyps von Funktionen, der ein Kontextobjekt und eine Teilmenge der Parameter übergeben werden. Das Kontextobjekt kann dabei null oder undefined sein und wird dann implizit durch das globale Objekt ersetzt:
```
function
 
uncurried_add
(
x
,
 
y
)
 
{

    
return
 
x
 
+
 
y
;

}

const
 
curried_add
 
=
 
uncurried_add
.
bind
(
null
,
 
3
);

console
.
log
(
curried_add
(
5
));
 
// 8

```

### Java
```
import
 
java.util.function.*
;

class
 
Main
 
{

    
static
 
IntBinaryOperator
 
uncurriedAdd
 
=
 
(
x
,
 
y
)
 
->
 
x
 
+
 
y
;

    
static
 
IntFunction
<
IntUnaryOperator
>
 
curriedAdd
 
=
 
x
 
->
 
y
 
->
 
x
 
+
 
y
;

    
public
 
static
 
void
 
main
(
String
[]
 
args
)
 
{

        
System
.
out
.
println
(
uncurriedAdd
.
applyAsInt
(
3
,
 
5
));
 
// 8

        
System
.
out
.
println
(
curriedAdd
.
apply
(
3
).
applyAsInt
(
5
));
 
// 8

        
var
 
addThree
 
=
 
curriedAdd
.
apply
(
3
);

        
System
.
out
.
println
(
addThree
.
applyAsInt
(
5
));
 
// 8

        
System
.
out
.
println
(
addThree
.
applyAsInt
(
12
));
 
// 15

    
}

}

```

### Kotlin
```
val
 
uncurried_add
 
=
 
{
 
x
:
 
Int
,
 
y
:
 
Int
 
->
 
x
 
+
 
y
 
}

val
 
curried_add
 
=
 
{
 
x
:
 
Int
 
->
 
{
 
y
:
 
Int
 
->
 
x
 
+
 
y
 
}
 
}

println
(
uncurried_add
(
3
,
 
5
))
 
// 8

println
(
curried_add
(
3
)(
5
))
 
// 8

val
 
add_three
 
=
 
curried_add
(
3
)

println
(
add_three
(
5
))
 
// 8

println
(
add_three
(
12
))
 
// 15

```

### C++
C++ führte den Lambda-Kalkül mit anonymen Funktionen in die Sprache ein. Mit dem Schlüsselwort auto wird durch Typinferenz der Datentyp implizit abgeleitet, ohne den Datentypen explizit deklarieren zu müssen. Dadurch ergibt sich eine kürzere Schreibweise für die Currifizierung:
```
#include
 
<iostream>

using
 
namespace
 
std
;

int
 
uncurried_add
(
int
 
x
,
 
int
 
y
)
 
{

    
return
 
x
 
+
 
y
;

}

auto
 
curried_add
(
int
 
x
)
 
{

    
return
 
[
x
](
int
 
y
)
 
{
 
return
 
x
 
+
 
y
;
 
};

}

int
 
main
()
 
{

    
cout
 
<<
 
uncurried_add
(
3
,
 
5
)
 
<<
 
endl
;
 
// 8

    
cout
 
<<
 
curried_add
(
3
)(
5
)
 
<<
 
endl
;
 
// 8

    
auto
 
add_three
 
=
 
curried_add
(
3
);

    
cout
 
<<
 
add_three
(
5
)
 
<<
 
endl
;
 
// 8

    
cout
 
<<
 
add_three
(
12
)
 
<<
 
endl
;
 
// 15

    
return
 
0
;

}

```

Man beachte, dass die Erwähnung des Typs int im Argument des Lambda-Ausdrucks auch durch auto ersetzt werden kann, wodurch die Implementierung verallgemeinert wird. Die Parameter der benannten Funktion curried_add kann jedoch nur durch Templates für verschiedene Datentypen verallgemeinert werden.

### C
Da es in der Programmiersprache C keine anonymen Funktionen gibt, wird eine benannte Funktion add separat definiert, die von curried_add zurückgegeben wird. Der Wert von x wird in der globalen Variablen z gespeichert, da die Funktion add nicht auf die Continuation der Funktion curried_add zugreifen kann.
```
#include
 
<stdio.h>

int
 
uncurried_add
(
int
 
x
,
 
int
 
y
)
 
{

    
return
 
x
 
+
 
y
;

}

int
 
z
;

int
 
add
(
int
 
y
)
 
{

    
return
 
y
 
+
 
z
;

}

typedef
 
int
 
function
(
int
);

function
*
 
curried_add
(
int
 
x
)
 
{

    
z
 
=
 
x
;

    
return
 
add
;

}

int
 
main
()
 
{

    
printf
(
"%d
\n
"
,
 
uncurried_add
(
3
,
 
5
));
 
// 8

    
printf
(
"%d
\n
"
,
 
curried_add
(
3
)(
5
));
 
// 8

    
function
*
 
add_three
 
=
 
curried_add
(
3
);

    
printf
(
"%d
\n
"
,
 
add_three
(
5
));
 
// 8

    
printf
(
"%d
\n
"
,
 
add_three
(
12
));
 
// 15

    
return
 
0
;

}

```

### C#
```
using
 
System
;

class
 
Program
 
{

    
delegate
 
int
 
Method
(
int
 
x
,
 
int
 
y
);

    
delegate
 
Func
<
int
,
 
int
>
 
Curry
(
int
 
x
);

    
static
 
Method
 
uncurried_add
 
=
 
(
x
,
 
y
)
 
=>
 
x
 
+
 
y
;

    
static
 
Curry
 
curried_add
 
=
 
x
 
=>
 
y
 
=>
 
x
 
+
 
y
;

    
public
 
static
 
void
 
Main
()
 
{

        
Console
.
WriteLine
(
uncurried_add
(
3
,
 
5
));
 
// 8

        
Console
.
WriteLine
(
curried_add
(
3
)(
5
));
 
// 8

        
var
 
add_three
 
=
 
curried_add
(
3
);

        
Console
.
WriteLine
(
add_three
(
5
));
 
// 8

        
Console
.
WriteLine
(
add_three
(
12
));
 
// 15

    
}

}

```

### F#
```
let
 
uncurried_add
 
(
x
,
 
y
)
 
=
 
x
 
+
 
y

let
 
curried_add
 
x
 
y
 
=
 
x
 
+
 
y

printfn
 
"%i"
 
(
uncurried_add
 
(
3
,
 
5
))
 
// 8

printfn
 
"%i"
 
((
curried_add
 
3
)
 
5
)
 
// 8

printfn
 
"%i"
 
(
curried_add
 
3
 
5
)
 
// 8

let
 
add_three
 
=
 
curried_add
 
3

printfn
 
"%i"
 
(
add_three
 
5
)
 
// 8

printfn
 
"%i"
 
(
add_three
 
12
)
 
// 15

```

### Go
```
package
 
main

import
 
"fmt"

var
 
uncurried_add
 
=
 
func
(
a
,
 
b
 
int
)
 
int
 
{

	
return
 
a
 
+
 
b

}

var
 
curried_add
 
=
 
func
(
a
 
int
)
 
func
(
a
 
int
)
 
int
 
{

	
return
 
func
(
b
 
int
)
 
int
 
{

		
return
 
a
 
+
 
b

	
}

}

func
 
main
()
 
{

	
fmt
.
Println
(
uncurried_add
(
2
,
 
3
))

	
fmt
.
Println
(
curried_add
(
2
)(
3
))

	
addThree
 
:=
 
curried_add
(
3
)

	
fmt
.
Println
(
addThree
(
5
))
  
// 8

	
fmt
.
Println
(
addThree
(
12
))
 
// 15

}

```

### Haskell
In der Programmiersprache Haskell kann eine Funktion nur genau einen Parameter haben. Wenn man eine Funktion mit mehreren Argumenten aufrufen möchte, müssen die Argumente zuerst in einem neuen Objekt zusammengesetzt werden, sodass die Funktion nur ein Argument erhält. Dafür können die Parameter in runden Klammern mit Kommata getrennt aufgelistet werden, um ein Tupel zu definieren.
```
uncurried_add
 
(
x
,
 
y
)
 
=
 
x
 
+
 
y

```

Eine Alternative dazu ist das Currying. In der expliziten Schreibweise definiert man für jeden Wert im Tupel jeweils eine Funktion mit nur einem Argument. Solange noch nicht alle Argumente übergeben wurden, wird eine Funktion zurückgegeben, die ein Teilergebnis liefert.
```
curried_add
 
x
 
=
 
\
y
 
->
 
x
 
+
 
y

```

Da die Schreibweise mit mehreren Lambda-Funktionen umständlich sein kann, gibt es eine syntaktisch gezuckerte Notation, die semantisch äquivalent ist. Schreibt man die Argumente ohne runde Klammern hintereinander, erhält man automatisch eine currifizierte Funktion.
```
curried_add
 
x
 
y
 
=
 
x
 
+
 
y

```

Die currifizierte Funktion kann sowohl explizit, als auch implizit partiell angewendet werden.
```
main
 
=
 
do

    
print
 
(
uncurried_add
 
(
3
,
 
5
))
 
-- 8

    
print
 
((
curried_add
 
3
)
 
5
)
 
-- 8

    
print
 
(
curried_add
 
3
 
5
)
 
-- 8

    
let
 
add_three
 
=
 
curried_add
 
3

    
print
 
(
add_three
 
5
)
 
-- 8

    
print
 
(
add_three
 
12
)
 
-- 15

```

Zudem gibt es in Haskell die Möglichkeit eine Funktion im Nachhinein zwischen currifizierter und nicht currifizierter Definition umzuwandeln. Dafür werden die Funktionen curry und uncurry verwendet.
```
main
 
=
 
do

    
let
 
uncurried
 
=
 
uncurry
 
curried_add

    
print
 
(
uncurried
 
(
3
,
 
5
))
 
-- 8

    
let
 
curried
 
=
 
curry
 
uncurried_add

    
print
 
((
curried
 
3
)
 
5
)
 
-- 8

    
print
 
(
curried
 
3
 
5
)
 
-- 8

    
let
 
add_three
 
=
 
curried
 
3

    
print
 
(
add_three
 
5
)
 
-- 8

    
print
 
(
add_three
 
12
)
 
-- 15

```

### Python
```
def
 
uncurried_add
(
x
,
 
y
):

    
return
 
x
 
+
 
y

def
 
curried_add
(
x
):

    
return
 
lambda
 
y
:
 
x
 
+
 
y

print
(
uncurried_add
(
3
,
 
5
))
 
# 8

print
(
curried_add
(
3
)(
5
))
 
# 8

add_three
 
=
 
curried_add
(
3
)

print
(
add_three
(
5
))
 
# 8

print
(
add_three
(
12
))
 
# 15

```

### Raku
```
sub
 
uncurried_add
(
$x
, 
$y
) { 
$x
 + 
$y
 }

sub
 
curried_add
(
$x
) {
    
sub
 (
$y
) { 
$x
 + 
$y
 };
}

say
 
uncurried_add
(
3
, 
5
); 
# 8

say
 
curried_add
(
3
)(
5
); 
# 8

my
 
&add_three
 = 
&curried_add
(
3
);

say
 
&add_three
(
5
); 
# 8

say
 
&add_three
(
12
); 
# 15

```

Es gibt in der Programmiersprache Raku die Möglichkeit, ein Funktionsobjekt erst beim Funktionsaufruf zu currifizieren.
```
my
 
&uncurried_add
 = 
sub
 (
$x
, 
$y
) { 
$x
 + 
$y
 };

say
 
&uncurried_add
(
3
, 
5
); 
# 8

say
 
&uncurried_add
.
assuming
(
3
)(
5
); 
# 8

my
 
&add_three
 = 
&uncurried_add
.
assuming
(
3
);

say
 
&add_three
(
5
); 
# 8

say
 
&add_three
(
12
); 
# 15

```

### Ruby
```
def
 
uncurried_add
(
x
,
 
y
)

    
return
 
x
 
+
 
y

end

def
 
curried_add
(
x
)

    
return
 
lambda
 
{
 
|
y
|
 
x
 
+
 
y
 
}

end

puts
 
uncurried_add
(
3
,
 
5
)
 
# 8

puts
 
curried_add
(
3
)
.
call
(
5
)
 
# 8

add_three
 
=
 
curried_add
(
3
)

puts
 
add_three
.
call
(
5
)
 
# 8

puts
 
add_three
.
call
(
12
)
 
# 15

```

Es gibt in der Programmiersprache Ruby die Möglichkeit, ein Funktionsobjekt erst beim Funktionsaufruf zu currifizieren.
```
uncurried_add
 
=
 
lambda
 
{
 
|
x
,
 
y
|
 
x
 
+
 
y
 
}

puts
 
uncurried_add
.
call
(
3
,
 
5
)
 
# 8

puts
 
uncurried_add
.
curry
[
3
][
5
]
 
# 8

add_three
 
=
 
uncurried_add
.
curry
[
3
]

puts
 
add_three
.
call
(
5
)
 
# 8

puts
 
add_three
.
call
(
12
)
 
# 15

```

### Scheme
```
(
define
 
uncurried-add
 
(
lambda
 
(
x
 
y
)

    
(
+
 
x
 
y
)))

(
define
 
curried-add
 
(
lambda
 
(
x
)

    
(
lambda
 
(
y
)

        
(
+
 
x
 
y
))))

(
display
 
(
uncurried-add
 
3
 
5
))
 
(
newline
)
 
; 8

(
display
 
((
curried-add
 
3
)
 
5
))
 
(
newline
)
 
; 8

(
define
 
add-three
 
(
curried-add
 
3
))

(
display
 
(
add-three
 
5
))
 
(
newline
)
 
; 8

(
display
 
(
add-three
 
12
))
 
(
newline
)
 
; 15

```

### Tcl
In Tcl ist es nicht notwendig, irgendwelche speziellen Konstrukte als curried- oder uncurried-Variante vorzubereiten.
Ein Kommando-Aufruf ist in Tcl nur eine Liste von Worten, in der das Kommando-Wort an erster Position steht. Mit dem Operator {*} kann man ein Argument, das seinerseits eine Liste ist, inplace durch deren Elemente ersetzen. Damit kann eine beim Aufruf an vorderster Position stehende Liste neben dem zu rufenden Kommando zusätzlich beliebig viele Argumente in sich tragen.
Currying ist demzufolge identisch mit dem Anhängen eines weiteren Wortes an diese Liste, und jeder mit {*} beginnende Aufruf ist ein Lambda-Call (Benannt nach den in anderen Sprachen oft „Lambda-Ausdruck“ genannten anonymen Funktionen, die sich gut auf diese Weise einbinden lassen).
Zum Addieren ist hier das Standard-Kommando tcl::mathop::+ verwendet, das zur Implementierung der hier nicht benutzten Tcl-Expression-Syntax existiert. Dieses Kommando addiert beliebig viele Argumente.
Da man solche Experimente sinnvollerweise in der Tcl-Konsole anstellt, sind hier keine expliziten print-Anweisungen nötig.
```
tcl
::
mathop::
+
 
3
 
5
        
;
# 8    direkter Aufruf

set
 
f
 
tcl::mathop::
+
      
;
#      simple "Lambda"-Liste, nur das Kommando

{
*
}
$f
 
3
 
5
                 
;
# 8    Aufruf über "Lambda" in Variable f

lappend
 
f
 
3
               
;
#      "Currying" durch Hinzufügen

set
 
f
 
{
tcl
::
mathop::
+
 
3
}
  
;
#      "Curried" alternativ direkt formuliert

{
*
}
$f
 
5
                   
;
# 8    Aufruf über "Curried Lambda"

lappend
 
f
 
1
 
2
             
;
#      mehr Parameter hinzufügen

{
*
}
$f
 
4
 
5
                 
;
# 15 = (3+1+2) + (4+5) ... ganz natürlich

```

### Delphi
```
program
 
curried
;

{$APPTYPE CONSOLE}

{$R *.res}

uses

  
System
.
SysUtils
;

function
 
uncurried_add
(
a
,
 
b
:
 
Integer
)
:
 
Integer
;

begin

  
Result
 
:=
 
a
 
+
 
b
;

end
;

function
 
curried_add
(
a
:
 
Integer
)
:
 
TFunc
<
Integer
,
 
Integer
>;

begin

  
Result
 
:=
 
function
(
b
:
 
Integer
)
:
 
Integer

    
begin

      
Result
 
:=
 
a
 
+
 
b
;

    
end
;

end
;

begin

  
Writeln
(
uncurried_add
(
3
,
 
5
))
;
 
// 8

  
Writeln
(
curried_add
(
3
)(
5
))
;
 
// 8

  
var
 
addThree
 
:=
 
curried_add
(
3
)
;

  
Writeln
(
addThree
(
5
))
;
 
// 8

  
Writeln
(
addThree
(
12
))
;
 
//15

end
.

```